# Rumänien-Rundfahrt 1968
Das Etappenrennen Rumänien-Rundfahrt 1968 (rumänisch Turul ciclist al României) führte vom 2. September bis zum 15. September über dreizehn Etappen. Es war die 18. Austragung der Rumänien-Rundfahrt. Gesamtsieger wurde Walter Ziegler aus Rumänien.

## Teilnehmer
Am Start waren Nationalmannschaften aus Bulgarien, Frankreich, der Türkei, Ungarn und Rumänien sowie einige Vereinsmannschaften aus Rumänien. Rumänien stellte zwei Nationalteams. Jede Mannschaft hatte fünf Radrennfahrer.

## Rennen
Veranstalter war der rumänische Radsportverband. Die Gesamtdistanz betrug 1.647 Kilometer, wobei es einen Ruhetag gab. Neben der Einzelwertung gab es eine Mannschaftswertung, eine Punktewertung und ein Klassement für die besten Bergfahrer. Zweimal war ein Einzelzeitfahren zu absolvieren. Das Rennen führte von Bukarest über Brăila, Bacău, Cluj-Napoca, Timișoara, Craiova und Călimănești zurück nach Bukarest. Nach zwei Etappen übernahm Valentin Tudor das Führungstrikot. Nach der 4. Etappe, die Walter Ziegler nach einem Ausreißversuch als Solist gewonnen hatte, übernahm er die Spitzenposition in der Gesamtwertung. Auf der 6. Etappe gelang Ziegler, Selejan und Vasile ein gemeinsamer Ausreißversuch, der diese drei Fahrer auf die Podiumsplätze der Rundfahrt brachte.

## Etappen
| Etappe   | Strecke            | Länge in km | Sieger                       |
| -------- | ------------------ | ----------- | ---------------------------- |
| 1 Teil 1 | (Einzelzeitfahren) | 6           | Nicolae Ciumeti, Rumänien    |
| 1 Teil 2 |                    | 56          | Valentin Tudor, Rumänien     |
| 2        |                    | 158         | Valentin Tudor, Rumänien     |
| 3        | (Einzelzeitfahren) | 25          | Ion Ardeleanu, Rumänien      |
| 4        |                    | 165         | Walter Ziegler, Rumänien     |
| 5        |                    | 110         | Vasile Selejan, Rumänien     |
| 6        |                    | 101         | Vasile Selejan, Rumänien     |
| 7        |                    | 105         | Ion Selejan, Rumänien        |
| 8        |                    | 153         | Constantin Grigore, Rumänien |
| 9        |                    | 165         | Gheorghe Suciu, Rumänien     |
| 10       |                    | 176         | Vasile Selejan, Rumänien     |
| 11       |                    | 120         | Constantin Ciocan, Rumänien  |
| 12       |                    | 120         | Stefan Cernea, Rumänien      |
| 13       |                    | 171         | Teodor Puterity, Rumänien    |

## Gesamtwertungen

### Einzel (Gelbes Trikot)
| Platz | Name               | Mannschaft | Zeit       |
| ----- | ------------------ | ---------- | ---------- |
| 1.    | Walter Ziegler     | Rumänien   | 41:37:06 h |
| 2.    | Constantin Grigore | Rumänien   | + 0:03 min |
| 3.    | Vasile Selejan     | Rumänien   | + 1:29 min |
| 4.    | Nicolae Ciumeti    | Rumänien   | + 2:21 min |
| 5.    | Ion Ardeleanu      | Rumänien   | + 2:23 min |
| 6.    | Emil Rusu          | Rumänien   | + 3:12 min |

### Mannschaftswertung
Die Mannschaftswertung gewann Rumänien II vor Rumänien I.  

### Bergwertung
Sieger der Bergwertung wurde Emil Rusu.

### Punktewertung
Sieger dieser Sonderwertung wurde Constantin Grigore.